# Armand Holtz
Pour les articles homonymes, voir Holtz (homonymie).
Armand Holtz, né le 21 février 1867 à Paris et mort le 20 mai 1942 à Genève (Suisse). est un homme politique français. 

## Biographie
Employé de banque à 14 ans, il s'engage dans la Marine à 17 ans et entreprend une carrière coloniale en Indochine, où il est notamment chef adjoint de cabinet de Paul Doumer, gouverneur général de l'Indochine. Il est député de la Seine de 1898 à 1906, siégeant sur les bancs radicaux. Inscrit comme avocat en 1904, il se lance dans l'industrie en 1912.

## Sources
- « Armand Holtz », dans le Dictionnaire des parlementaires français (1889-1940), sous la direction de Jean Jolly, PUF, 1960 [détail de l’édition]